# José Fajardo (Fußballspieler)
José Fajardo Nelson (* 18. August 1993 in Colón) ist ein panamaischer Fußballspieler.

## Karriere

### Klub
In der Saison 2015/16 spielte er in der zweiten Liga des Landes bei Colón C-3 FC. Danach wechselte er zum Club Atlético Independiente de La Chorrera und stieg mit diesem ins Oberhaus von Panama auf. Nach dem Aufstieg gelang es ihm mit seiner Mannschaft in zwei aufeinanderfolgenden Spielzeiten die Clausura zu gewinnen. Im August 2018 wurde er ins Unterhaus von Saudi-Arabien zum al-Kawkab FC verliehen. Im Sommer 2019 kehrte er zurück und wurde Anfang 2020 für ein halbes Jahr nach Kolumbien zu La Equidad erneut verliehen. Zurück bei Independiente blieb er bis Anfang Januar 2021, als er sich in Ecuador 9 de Octubre anschloss.

### Nationalmannschaft
Seinen ersten Einsatz für die Nationalmannschaft von Panama bestritt er am 25. Oktober 2017, bei einem 5:0-Freundschaftsspielsieg gegen Grenada, als er beim Stand von 3:0 für Carlos Small eingewechselt wurde. Er stand im erweiterten Kader für die Weltmeisterschaft 2018, wurde jedoch nicht nominiert. Seinen ersten Einsatz bei einem Turnier erhielt er beim Gold Cup 2019. Bis heute hat er hin und wieder Einsätze.